# Kabinet-Fransen van de Putte
Het kabinet-Fransen van de Putte was een Nederlands kabinet in 1866 onder de facto leiderschap van Fransen van de Putte.
Nadat in januari dat jaar de minister van Binnenlandse Zaken Johan Rudolph Thorbecke en de minister van Justitie en Financiën Nicolaas Olivier hun ontslag hadden aangeboden, kreeg de voorzitter van de Tweede Kamer Van Reenen van koning Willem III de opdracht voor vervanging te zorgen. Deze weigerde de opdracht te aanvaarden, waarop de koning Fransen van de Putte aanstelde. De ministers die waren aangebleven, werden beschouwd als Puttianen, medestanders van Fransen van de Putte. Het liberale kabinet kwam al spoedig ten val over de grondpolitiek in Nederlands-Indië. Met steun van acht Thorbeckianen zorgden de conservatieven voor aanneming van een amendement-Poortman op de ontwerp-Cultuurwet. Dat amendement was onaanvaardbaar voor het kabinet.
De Cultuurwet van Fransen van de Putte moest in Nederlands-Indië verhuur van grond aan niet-inlandse bedrijven en grondbezit door inlanders mogelijk maken. Het amendement-Poortman beoogde inlanders wel het gebruiksrecht van de grond te geven, maar niet het bezit. Dat bezit moest in handen blijven van de dessa (het dorp). 
Na aanneming van het amendement trok het kabinet op 18 mei 1866 het wetsvoorstel in en trad het af.

## Ministers
| Minister van Buitenlandse Zaken | Epimachus Jacobus Johannes Baptista Cremers | liberaal |
| Minister van Justitie           | Carolus Joannes Pické                       | liberaal |
| Minister van Binnenlandse Zaken | Johan Herman Geertsema Czn.                 | liberaal |
| Minister van Financiën          | Pieter Philip van Bosse                     | liberaal |
| Minister van Oorlog             | Johan Wilhelm Blanken                       | liberaal |
| Minister van Marine a.i.        | Johan Wilhelm Blanken                       | liberaal |
| Minister van Koloniën           | Isaäc Dignus Fransen van de Putte           | liberaal |

Schimmelpenninck ·
De Kempenaer-Donker Curtius ·
Thorbecke I ·
Van Hall-Donker Curtius ·
Van der Brugghen ·
Rochussen ·
Van Hall-Van Heemstra ·
Van Zuylen van Nijevelt-Van Heemstra ·
Thorbecke II ·
Fransen van de Putte ·
Van Zuylen van Nijevelt ·
Van Bosse-Fock ·
Thorbecke III ·
De Vries-Fransen van de Putte ·
Heemskerk-Van Lynden van Sandenburg ·
Kappeyne van de Coppello ·
Van Lynden van Sandenburg ·
Heemskerk Azn. ·
Mackay ·
Van Tienhoven ·
Röell ·
Pierson ·
Kuyper ·
De Meester ·
Heemskerk ·
Cort van der Linden ·
Ruijs de Beerenbrouck I ·
Ruijs de Beerenbrouck II ·
Colijn I ·
De Geer I ·
Ruijs de Beerenbrouck III ·
Colijn II ·
Colijn III ·
Colijn IV ·
Colijn V ·
De Geer II ·
Gerbrandy I ·
Gerbrandy II ·
Gerbrandy III ·
Schermerhorn-Drees ·
Beel I ·
Drees-Van Schaik ·
Drees I ·
Drees II ·
Drees III ·
Beel II* ·
De Quay ·
Marijnen ·
Cals ·
Zijlstra* ·
De Jong ·
Biesheuvel I ·
Biesheuvel II* ·
Den Uyl ·
Van Agt I ·
Van Agt II ·
Van Agt III* ·
Lubbers I ·
Lubbers II ·
Lubbers III ·
Kok I ·
Kok II ·
Balkenende I ·
Balkenende II ·
Balkenende III* · 
Balkenende IV ·
Rutte I ·
Rutte II · 
Rutte III ·
Rutte IV ·  
Schoof

* rompkabinet